# Estudiants Revolucionaris Gallecs
Estudiants Revolucionaris Gallecs (ERGA) (en gallec: Estudantes Revolucionarios Galegos, ERGA) va ser una organització estudiantil nacionalista d'esquerres gallega, activa entre 1972 i 1988. Es va fundar a iniciativa de la Unió del Poble Gallec (UPG) el desembre del 1972. Se li va encarregar a Manuel Mera -acabat d'arribar de l'Argentina, on havia tingut experiència en l'organització universitària del grup maoista Avantguarda Comunista- la creació d'una organització que agrupés els universitaris i estudiants de secundària.
A Santiago de Compostel·la, amb l'ajuda de simpatitzants de la UPG, aconseguí captar a un grup d'universitaris procedents de tota Galícia, a més de la incorporació d'alguns militants del Moviment Comunista de La Corunya, entre ells Elvira Souto. Als pocs mesos arribà als 40 militants, entre ells Anselmo López Carrera, Alfredo Suárez Canal i Chus Pato. El 1976 va celebrar la seva primera assemblea i el 1977 la segona. El gener del 1978 es va organitzar el Ier Congrés al que van assistir uns 1.000 delegats i es trià una direcció de la qual formaven part gent com Xulio Ríos o Xosé Miranda. Quan es va formar el Bloc Nacionalista Gallec el 1982, ERGA s'hi va integrar. Va editar el butlletí Lume i el seu primer número va aparèixer el febrer de 1973. ERGA es va esdevenir la primera organització de masses del nacionalisme gallec després de la Guerra del 36, aconseguint una alta presència als instituts i universitats gallecs i va proporcionar quadres i dirigents a la UPG.